# Hans Buzek
Johann "Hans" Buzek (Viena, 22 de maio de 1938) é um ex-futebolista austríaco que atuava como atacante.

## Carreira
Hans Buzek fez parte do elenco da Seleção Austríaca na Copa do Mundo de 1958.